# Grünwangenamazone

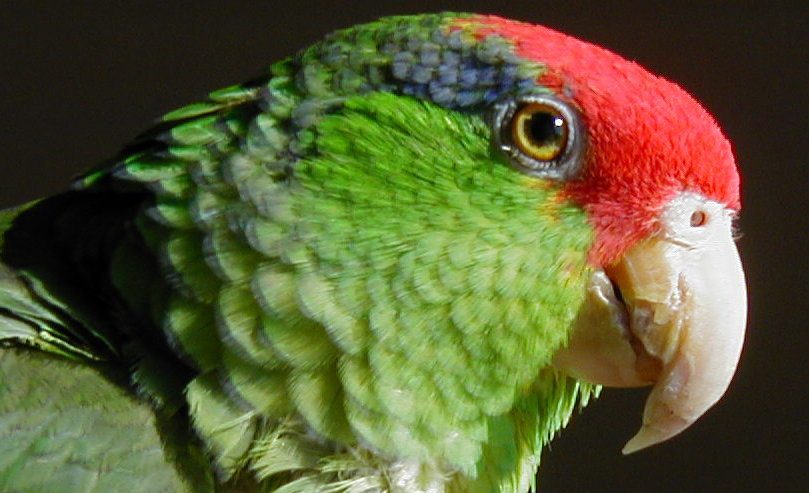
Kopffärbung bei einem Weibchen

Die Grünwangenamazone (Amazona viridigenalis) ist eine Papageienart aus der Gattung der Amazonenpapageien (Amazona).

## Aussehen
Die Grünwangenamazone gehört zu den mittelgroßen Amazonenarten. Ihre Körperlänge beträgt 31–35 cm. Sie hat dunkelgrünes Gefieder; Stirn und Oberseite des Kopfes sind leuchtend rot, der Bereich hinter den Augen blauviolett, der Schnabel ist hornfarben gelblich. Es gibt keine deutlichen Geschlechtsunterschiede, beim Weibchen ist die Ausdehnung der roten Federn auf dem Scheitel geringer.

## Verbreitung
Die Grünwangenamazone lebt im Nordosten von Mexiko bevorzugt in Waldgebieten und offenen Landschaften mit Baumbestand.

## Haltung
Grünwangenamazonen sollten wie alle Papageienvögel niemals alleine gehalten werden, ausgenommen unverträgliche Vögel, welche bei mehrmaligen Versuchen in angemessenen Intervallen, ihn mit Artgenossen zu vergesellschaften mit aggressivem Verhalten gegenüber oder Furcht vor den Artgenossen
reagiert haben. Als artgerecht wird paar- oder gruppenweise Haltung angesehen. Sehr menschbezogene Einzeltiere bedürfen sehr viel Zuwendung und nehmen innerhalb von Familien häufig eine recht dominante Rolle ein. Grünwangenamazonen brauchen eine abwechslungsreiche Kost aus Sämereien, Grünfutter, Knospen, Beeren, Obst, und besonders während der Jungenaufzucht auch Keimfutter und
tierisches Eiweiß. Günstig ist auch eine Möglichkeit, Mineralien aus der Erde aufzunehmen.